# Fields of the Nephilim
Pour les articles homonymes, voir Nephilim (homonymie).
Fields of the Nephilim [ˈfiːldz ɒv ðə ˈnɛfɪˌlɪm] est un groupe britannique de rock gothique, originaire de Stevenage, Hertfordshire, en Angleterre. Le nom du groupe fait référence à des géants bibliques ou anges – humains hybrides –, désignés sous le nom de « nephilim ».
L'essence du groupe s'est révélée très influente, surtout pour le genre rock gothique et, plus tard, la dark wave, le death rock, le metal gothique et, en général, le rock d'inspiration « sombre ». Même si Fields of the Nephilim n'a pas généré un succès commercial substantiel auprès du grand public (chose très partagée par la plupart des groupes gothiques souvent désireux de garder une dimension underground à leurs projets), la grande qualité de sa musique et son statut de groupe culte sont indéniables (et fidèlement entretenus au fil des décennies par son leader charismatique Carl McCoy), le groupe étant généralement cité parmi les trois plus emblématiques formations gothiques (avec Bauhaus et The Sisters of Mercy).

## Histoire

### Origines (1984–1987)
La formation des débuts est composée de Carl McCoy (chants), Gary Whisker (saxophoniste), Tony Pettitt à la contrebasse, le guitariste Paul Wright et le batteur Alexander « Nod » Wright. D'abord fortement influencé par The Sisters of Mercy, le groupe s'en éloigne peu à peu pour trouver son propre style, un rock mystique très mélodieux construit sur des lignes de basses profondes et des notes de guitare alliant audacieusement des sonorités tour à tour cristallines ou crasseuses, porté par la voix sépulcrale de son chanteur. En 1985, le groupe publie un EP, Burning the Fields, auquel participe le saxophoniste Gary Wisker et où l'influence de Joy Division ou de Bauhaus se fait encore sentir.
Rejoint par Peter Yates (guitare), le groupe sort en 1986 Power, premier single où s'exprime enfin pleinement sa personnalité, puis un nouvel EP Returning to Gehenna incluant les trois titres du single Power et des versions alternatives des titres Laura (Laura II) et Back in Gehenna (Returning to Gehenna) présents dans Burning the Fields. Avant d'enregistrer en 1987 son premier véritable album, Dawnrazor, qui atteint la première place des charts indépendants britanniques.
Les cinq membres du groupe choisissent alors, avant de se lancer dans un nouvel album, de publier un nouveau single : c'est le fulgurant Blue Water, qui sort en octobre 1987 et se classe no 1 des charts indépendants. Porté par l'intensité de ses prestations scéniques et le charisme de son chanteur, Fields of the Nephilim devient alors le fer de lance du rock gothique.

### The Nephilim(1988–1989)
Totalement maîtrisé et d’une grande maturité alors que le groupe n’en est qu'au début de sa carrière, cet album mythique paraît en septembre 1988. Sobrement nommé The Nephilim, il confirme la réputation du groupe, avec de longs morceaux tortueux où s'opposent arpèges de guitares cristallines et riffs saturés ; l'original et très intense single Moonchild qui en est extrait devient même un succès dans le milieu underground et se classe à son tour no 1 de l'UK Indie Chart.
Avec ce disque, le groupe de Carl McCoy se singularise en apportant une nouvelle dimension à la musique gothique, lui appliquant un traitement plus rock que des formations comme Bauhaus ou The Sisters of Mercy qui, elles, évolueront avec le temps vers une option plus pop. The Nephilim est un disque qui parvient à fédérer autant les amateurs de gothique que ceux de hard rock, de metal ou de musiques progressives. Un soin tout particulier est apporté aux climats sonores et bruitages de toutes sortes, qui ajoutent une dimension onirique à l’ensemble.
Chacun des neuf morceaux de l’album apparaît comme parfaitement à sa place, tel le maillon d’une chaîne idéalement façonnée. Épique (Endemoniada, The Watchmen, Moonchild, Chord of Souls) ou intimiste (le marquant Celebrate où McCoy chante quasiment à cappella, uniquement accompagné par le son magistral de la basse de Tony Pettitt) aucun morceau ne semble de trop.
À la suite de ce succès, et comme ils l'avaient fait entre Dawnrazor et The Nephilim, les musiciens décident de sortir un single, Psychonaut, en 1989, qui place les guitares en second plan au profit de claviers puissants et solennels. À la production on retrouve un vétéran des musiques atmosphériques en la personne d'Andrew Jackson, ancien producteur du groupe Pink Floyd. Psychonaut constitue une étape créatrice importante pour le groupe (elle deviendra un incontournable particulièrement attendu par les fans lors de chaque concert du combo).

### Elizium(1990–1991)
En 1990, les cinq musiciens retournent en studio pour enregistrer leur seconde œuvre d'envergure. Nommée Elizium, elle prend la forme d'un concept album dont les thèmes s'inspirent notamment des mythes babyloniens, et où se retrouvent des influences du rock progressif des années 1970. Doté d'une pochette aussi complexe que celle de The Nephilim, le disque impressionne par sa cohérence musicale et thématique (les classiques et efficaces For Her Light, Sumerland (What Dreams May Come), le recueilli At the Gates of Silent Memory, les aériens Submission, Wail of Sumer, And There Will Your Heart Be Also, qui restent des pièces de choix en concert). Tout au long de l'album on sent les musiciens en osmose, habités par leur projet musical novateur. Le disque restera comme un moment musical intense de l'histoire du rock.
Le groupe trouve définitivement son style, bien à lui, et il donne alors ses meilleures prestations live. Mais lorsque de tels sommets sont atteints, il y a souvent un prix à payer. Le revers de la médaille. Des dissensions apparaissent en effet entre certains membres du combo et Carl McCoy. Et, contre toute attente, le groupe se sépare après un ultime concert au Town and Country Club à Londres en avril 1991. L'album live Earth inferno sortira dans la foulée, témoignant de l'intensité de ces derniers concerts londoniens.

### Renouvellements et projets divers (1992–2004)
Les anciens musiciens partent fonder Rubicon avec le chanteur Andy Delany, au style totalement différent de celui de McCoy, pour un résultat éloigné de la sonorité habituelle de Fields of the Nephilim et sans lendemain. McCoy se risque à un nouveau projet en 1996, avec une ambiance proche du thrash et du death metal, et il nomme le groupe qui l'accompagne Nefilim comme pour démontrer sa fidélité aux options des débuts. Pour ce nouvel album baptisé  Zoon, il est accompagné par Paul Miles (guitare), Cian Houchin (basse) et Simon Rippin (batterie). Trois ans auparavant, la maison de disque Beggars Banquet entretiendra le souvenir de la formation originelle avec la compilation Revelations, qui comprendra douze titres, dont certains rares car non disponibles sur les albums (tels Blue Water ou Psychonaut qui ne sont publiés qu'en single).
En 2000, McCoy retrouve la scène avec un line-up hybride comprenant des musiciens l'ayant accompagné sur l'album Zoon de Nefilim (Miles, Rippin) plus le bassiste originel de Fields Of The Nephilim, Tony Pettitt, notamment pour divers festivals (Woodstage, Eurorock, Roskilde et M'era Luna). Beggars Banquet en profite pour publier un DVD consacré à la première période de Fields of the Nephilim, qui regroupe donc les premiers clips de la formation, ainsi que deux concerts donnés à Londres et d’une assez bonne qualité technique (Revelations, Forever Remain, Visionary Heads, Live at the Town and Country Club, 1988 - Live at Brixton Academy, 1990).
Le label Jungle Records édite en 2002, sans l'accord du chanteur, un autre opus des Fields constitué d'anciens travaux datant de leur inespérée réunion décidée en 1998 (lors d'une conférence de presse en Allemagne au festival de Zillo), mais avortée après la finalisation de seulement quelques titres en démos. Intitulé Fallen, ce quatrième album studio bancal n'est malgré tout pas dénué d’intérêt. L’entraînant From The Fire en est d'ailleurs tiré pour être publié en single, en plusieurs formats, fin septembre 2002. Le caractère bancal de l'album tient à sa nature : il compile en réalité une série de démos réalisées pour certaines par quatre membres de la formation originelle puis majoritairement enregistrées par le binôme McCoy / Pettitt. Certains autres morceaux impliquent des membres de la formation The Nefilim. Avec la sortie de Fallen, les relations s'enveniment entre McCoy et Jungle Records. McCoy publiera des communiqués assassins sur les initiatives prises par le label et le relationnel ne s'améliorera pas avec la sortie, deux ans plus tard et toujours chez Jungle, du coffret d'archives Genesis and Révélations. Publié par Jungle Records sans l’accord de Carl McCoy, il compile sur un premier CD diverses démos et versions remixées des premières chansons du groupe, suivi d’un deuxième CD proposant 10 titres interprétés lors du Roskilde Festival en 2000 au Danemark (particulièrement désagréables à écouter à cause d’une prise de son catastrophique) et d’un DVD lui aussi plus que médiocre (divers extraits de concerts mal filmés, de 1986 et 2000).

### Mourning Sun(2005–2012)

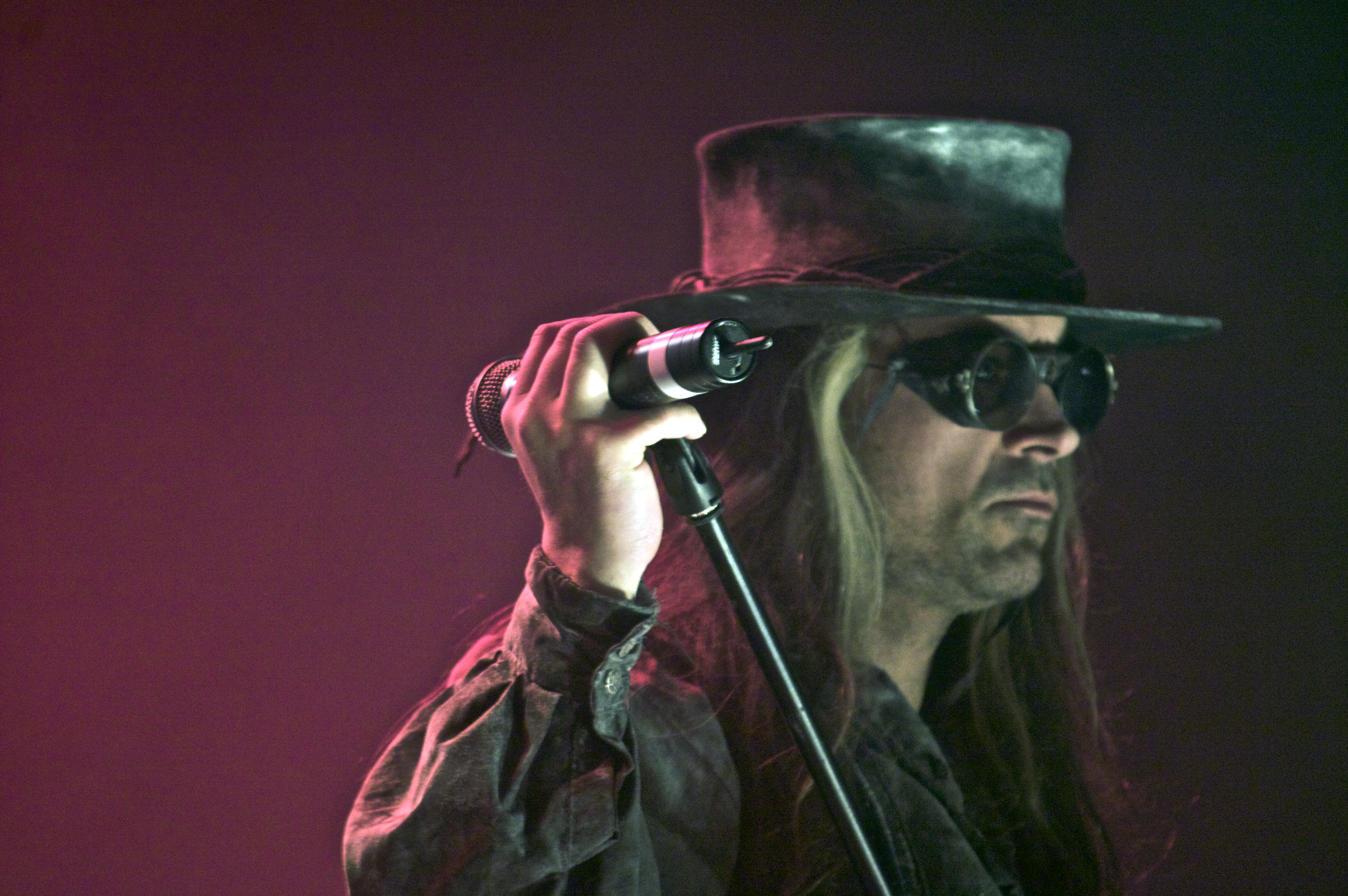
Carl McCoy en 2008

Au mois de novembre 2005 il est enfin temps pour Carl McCoy de sortir le nouvel album de la formation tant attendu par les fans. Ce sera le consistant Mourning Sun. Sans faire oublier les précédentes réussites que sont The Nephilim et Elizium, Mourning Sun n'a rien à leur envier, particulièrement bien servi par une production idéale au son énorme et ample, et des chansons accrocheuses (New Gold Dawn, Xiberia (Seasons In The Ice Cage)) au climat émouvant (Requiem (Le Veilleur Silencieux), She) dont le point culminant reste le poignant Mourning Sun qui donne son titre au disque, et qui est devenu depuis un classique du groupe, très demandé lors des concerts. McCoy réussit là son retour alors que la pression était rude (se sachant attendu au tournant depuis des années), impressionnant l'auditeur avec des chansons imposantes d'une durée conséquente (de six à onze minutes),.
Le 12 et 13 juillet 2008 Carl McCoy et ses nouveaux musiciens donnent deux concerts triomphaux (à guichets fermés) de Fields of the Nephilim au Shepherds Bush Empire de Londres. Il informe ensuite les fans sur le site internet du groupe que ces concerts seront publiés de la meilleure manière qui soit. Il faut attendre finalement quatre ans avant que ces bandes ne fassent l’objet d’une sortie en coffret digipack contenant 2CD et un DVD d'une heure. Le DVD permet d'apprécier l'intensité du groupe en concert dans les meilleures conditions, sa qualité technique, autant visuelle que sonore, étant particulièrement remarquable. Le concert a aussi fait l'objet d'une sortie en vinyle (double LP), et d'un coffret collector en bois regroupant notamment les CD, DVD et LP. Lors de ces concerts on peut constater que le groupe de McCoy a gagné en maturité, les sonorités sont légèrement différentes mais restent efficaces, et Ceromonies apparaît sans nul doute comme l'album live de référence, détrônant l'excellent Earth Inferno de 1991,.

### The Darkness Before Dawn(depuis 2013)
Alors que le groupe s'est installé dans une dynamique live régulière depuis 2007, aucun nouvel album studio n'a encore vu le jour depuis Mourning Sun pour l'entité menée par Carl McCoy. Un communiqué de décembre 2012 annonçant une mini-tournée anglaise commune avec The Mission (autres vétérans du rock gothique des années 1980) fait part des projets des deux groupes pour 2013, parmi lesquels la sortie de nouveaux enregistrements. Le 22 mars 2013, lors d'un concert donné par le groupe à Helsinki (au Virgin Oil) et alors même qu'aucune reformation du line-up originel n'est officiellement au programme, le bassiste originel Tony Pettitt a refait son apparition sur scène avec Carl McCoy.
Au début de sa carrière, et à la suite de l’insolite look gothique-western de ses membres, le groupe a parfois fait l'objet d'un mépris de quelques critiques venant de la revue musicale anglaise Melody Maker. C’était pourtant oublier un peu vite la tradition des groupes gothiques qui généralement accordent une grande importance à la dimension théâtrale de leurs prestations (voir Bauhaus, Virgin Prunes). Mais il fut surtout soutenu par la frange des journalistes musicaux qui s'intéressaient apparemment plus à la musique qu'au look des musiciens. Notamment en France, avec le journaliste Bernard Lenoir qui passa souvent le single Moonchild dans son émission radiophonique consacrée au rock, lors de ses deux saisons passées sur Europe 1 de 1988 à 1990. Ou encore le journaliste Hervé Picart qui défendit souvent le groupe dans les pages de la revue musicale Best.
Le groupe s'impose comme majeur et l'un des plus crédibles du rock gothique,. À noter qu'en 1990, Carl McCoy a fait une apparition dans le film de science-fiction Hardware de Richard Stanley dans lequel figurent également Lemmy Kilmister et Iggy Pop.
Le 1er juillet 2014, Carl McCoy annonce leur retour en studio. En décembre 2014, le groupe commence à jouer deux nouveaux morceaux en concert, Earthbound et Prophecy. Prophecy est publié comme single au label Sacred Symphony sur iTunes le 17 mars 2016. Le groupe confirme la sortie d'un prochain album en formats CD et vinyle dans un newstext intitulé The Darkness Before Dawn. Depuis, plus rien. Mais l'activité live se poursuit. Début 2023, le batteur Lee Newell quitte l'aventure pour rejoindre sa famille à l'étranger. Plusieurs dates de concerts sont annulées en 2023, dont la date initialement prévue en tête d'affiche du dernier jour au Hellfest de Clisson, en France, en juin 2023, et celle du M'era Luna, en août 2023. Aucun communqiué relatif  aux annulations des shows  n'est émis par le groupe ni ses représentants, à savoir Noise Management. 

## Membres

### Membres actuels
- Carl McCoy - chant (depuis 1984)
- Gavin King - guitare (depuis 2007)
- Adam Paul Leach - guitare (depuis 2017)
- Tony Pettitt - basse (1984-1991, 1998-2000, depuis 2013)

### Anciens membres
- Gary Wisker - saxophone (1984-1985)
- Paul Wright - guitare (1984-1991, 1998-1999)
- « Nod » Alexander Wright - batterie (1985-1991, 1998-1999)
- Peter Yates - guitare (1985-1991)
- Paul Miles - guitare (2000)
- Simon Rippin - batterie (2000)
- John « Capachino » Carter - basse (batterie, guitare, claviers, batterie - studio) (2000-2009)
- Tom Edwards - guitare (2008-2016 ; décédé)
- Andy James - guitare (2013)
- Lee Newell - batterie (2007 - 2022)

## Discographie

### Albums studio
- 1987 : Dawnrazor
- 1988 : The Nephilim
- 1990 : Elizium
- 1996 : Zoon (projet parallèle : The Nefilim)
- 2002 : Fallen
- 2005 : Mourning Sun

### EP et compilations
- 1985 : Burning The Fields (EP)
- 1986 : Returning to Gehenna (EP)
- 1991 : Laura (compilation reprenant des titres des deux premiers EP)
- 1992 : BBC Radio One Live in concert (EP)
- 1993 : Revelations (compilation)
- 2001 : From Gehenna to Here (compilation reprenant les deux premiers EP)
- 2006 : Genesis and Revelations (compilation d’archives, CD+DVD, sortie non officielle)

### Albums live
- 1991 : Earth Inferno
- 2012 : Ceromonies (concerts du 12 & 13 juillet 2008 au Shepherds Bush Empire de Londres, CD+DVD+LP)

### Singles
- 1986 : Power
- 1987 : Preacher Man
- 1987 : Blue Water
- 1988 : Moonchild
- 1989 : Psychonaut
- 1990 : For Her Light
- 1990 : Sumerland (Dreamed)
- 2000 : One More Nightmare (Trees Come Down A.D.)
- 2002 : From the Fire